# Protonébuleuse planétaire
Ne doit pas être confondu avec Disque protoplanétaire.

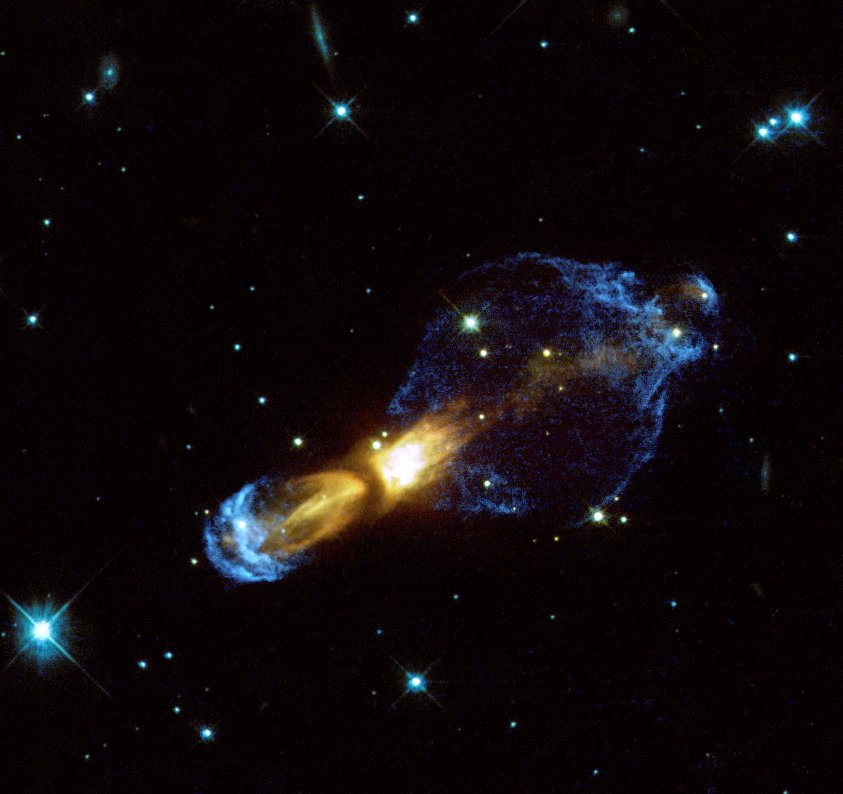
La nébuleuse de l’Œuf pourri, un exemple de protonébuleuse planétaire.

Une proto(-)nébuleuse planétaire ou pré(-)nébuleuse planétaire (en abrégé PNP ; en anglais proto/preplanetary nebula, PPN) est un objet astronomique constituant l'étape intermédiaire dans l'évolution d'une étoile entre une étoile de la branche asymptotique des géantes (AGB) et une nébuleuse planétaire (NP),,,. Cette phase a longtemps été un chaînon manquant dans la compréhension de l'évolution des étoiles.
Ce stade intermédiaire survient lorsqu'une étoile a consommé la totalité de son hydrogène et s'attaque alors à l'hélium. Cela provoque la libération d'un nuage de gaz excité par le rayonnement de l'étoile. Une protonébuleuse planétaire est une sorte de nébuleuse par réflexion dont l'étoile est généralement entourée d'un épais disque de poussière,,. 
Cette phase d’évolution stellaire est de courte durée. Elle ne subsiste que quelques milliers d'années (≈ 103 a), ce qui signifie que le nombre de protonébuleuses planétaires existantes à un moment donné est relativement faible. Ainsi, jusqu'ici, seules quelques centaines d'entre elles ont été recensées dans l'ensemble de notre Galaxie.
De tels objets célestes peuvent être découverts en recherchant des étoiles dans les catalogues optiques existants avec les couleurs photométriques IRAS appropriées, ou en recherchant les contreparties optiques des sources IRAS de basse température.

## Étymologie
Le nom « protonébuleuse planétaire » dérive du terme plus ancien de « nébuleuse planétaire » auquel le préfixe « proto », indiquant une étape antérieure, est accolé. En anglais, « protonébuleuse planétaire » se disant « protoplanetary nebula » (où le préfixe « proto » est accolé à « planetary nebula », traduction en anglais de « nébuleuse planétaire »), il y a en cette langue un risque de confusion avec les disques protoplanétaire, protoplanetary disk en anglais. En français, il n'y a a priori pas de risque de confusion, sauf en cas de traduction erronée du nom anglais en « nébuleuse protoplanétaire ». Cette confusion fait écho à celle du nom « nébuleuse planétaire » bien que ces objets n'aient pas de lien avec les planètes. À l'époque des premières observations astronomiques des nébuleuses planétaires, ces dernières ont été nommées ainsi en raison de leur aspect similaire, lorsque observées avec les télescopes de l'époque, avec des planètes géantes comme Uranus et Neptune.
Pour éviter toute confusion possible, notamment en anglais et dans les langues ou une confusion analogue est possible, plusieurs chercheurs suggèrent et emploient le terme « prénébuleuse planétaire », en anglais preplanetary nebula, qui ne chevauche aucun autre concept en astronomie,,.

## Observation
Les nébuleuses de Westbrook et de l’Œuf ont été les premières protonébuleuses planétaires observées. Elles ont été découvertes à la suite d'observations de suivi au sol d'objet provenant de l'Air Force Sky Survey. La nébuleuse de Westbrook fut identifiée par Westbrook et coll. en 1975, et depuis, elle a été grandement observée. Westbrook et coll. suggéraient que l'objet pouvait être l'observation sans précédent d'une nébuleuse planétaire vue lors d'un stade précoce de son évolution. 
La nébuleuse de l’œuf a été découverte par Ney et coll. la même année. Cependant, les conclusions de l'époque quant à son stade d'évolution étaient moins précises que celle de la nébuleuse de Westbrook. On parlait d'un objet qui pouvait être autant dans une phase très précoce ou très tardive de son évolution.

## Propriétés
Les protonébuleuses planétaires auraient les propriétés suivantes :
1. Elles ont un reste d'enveloppe développée lors de l'entrée dans la branche asymptotique des géantes (AGB). Ceci implique une grande quantité d’émission dans l'infrarouge, avec des températures de couleur entre 150 et 300 K, ainsi qu'une émission moléculaire (de CO ou de OH) démontrant une vitesse d’expansion de 5 à 30 kilomètres par seconde, ce qui est typique des vents d'AGB.
2. L'enveloppe circumstellaire est détachée de la photosphère et n'est pas le résultat d'un processus continu de perte de masse.
3. L'étoile centrale est suffisamment lumineuse pour que son type spectral soit déterminé, il doit être essentiellement de type BG avec une classe de luminosité I.
4. Il n'y a pas de variabilité photométrique de grande amplitude.

Puisque la protonébuleuse planétaire est une courte phase de transition, elle devrait hériter de plusieurs propriétés de sa géante génitrice. Cependant, elle évolue également vers la nébuleuse planétaire. Donc, la meilleure manière de prédire les propriétés d'une protonébuleuse planétaire est d'interpoler entre les propriétés des étoiles en fin de stade AGB et celles des jeunes nébuleuses planétaires.

## Évolution

### AGB à PNP

Comparaison de la taille de la géante rouge Alpha Tauri et de celle du Soleil.

Vers la fin de l'AGB, la masse de l'enveloppe d'hydrogène est réduite à environ 10−2 masse solaire (M☉) en raison de la perte de masse stellaire, et ce, pour un noyau stellaire de 0,60 masse solaire. C'est alors que l'étoile commence son évolution vers le côté bleu du diagramme de Hertzsprung-Russell. 
Lorsque l'enveloppe d'hydrogène est réduite à des valeurs encore plus basses (10−3 M☉), la perturbation est telle qu'une perte de masse plus importante serait impossible,. L'étoile commence alors à prendre une allure plus irrégulière et gonflée en raison de la force gravitationnelle, qui n'est suffisante pour retenir les couches externes. Celles-ci finissent par être éjectées sous la force des vents stellaires émis par le noyau. 
On peut imager ce phénomène en se représentant une étoile ayant le « hoquet ». C'est-à-dire que les couches externes sont secouées de façon brusque et brève causant le détachement graduel de l'enveloppe circumstellaire. De plus, cette perturbation de l'enveloppe d'hydrogène engendre son rétrécissement et l'augmentation de la température effective. La température effective de l'étoile sera alors d'environ 5 000 K, ce qui correspond à la fin de l'AGB et au début de la protonébuleuse planétaire.

### PNP

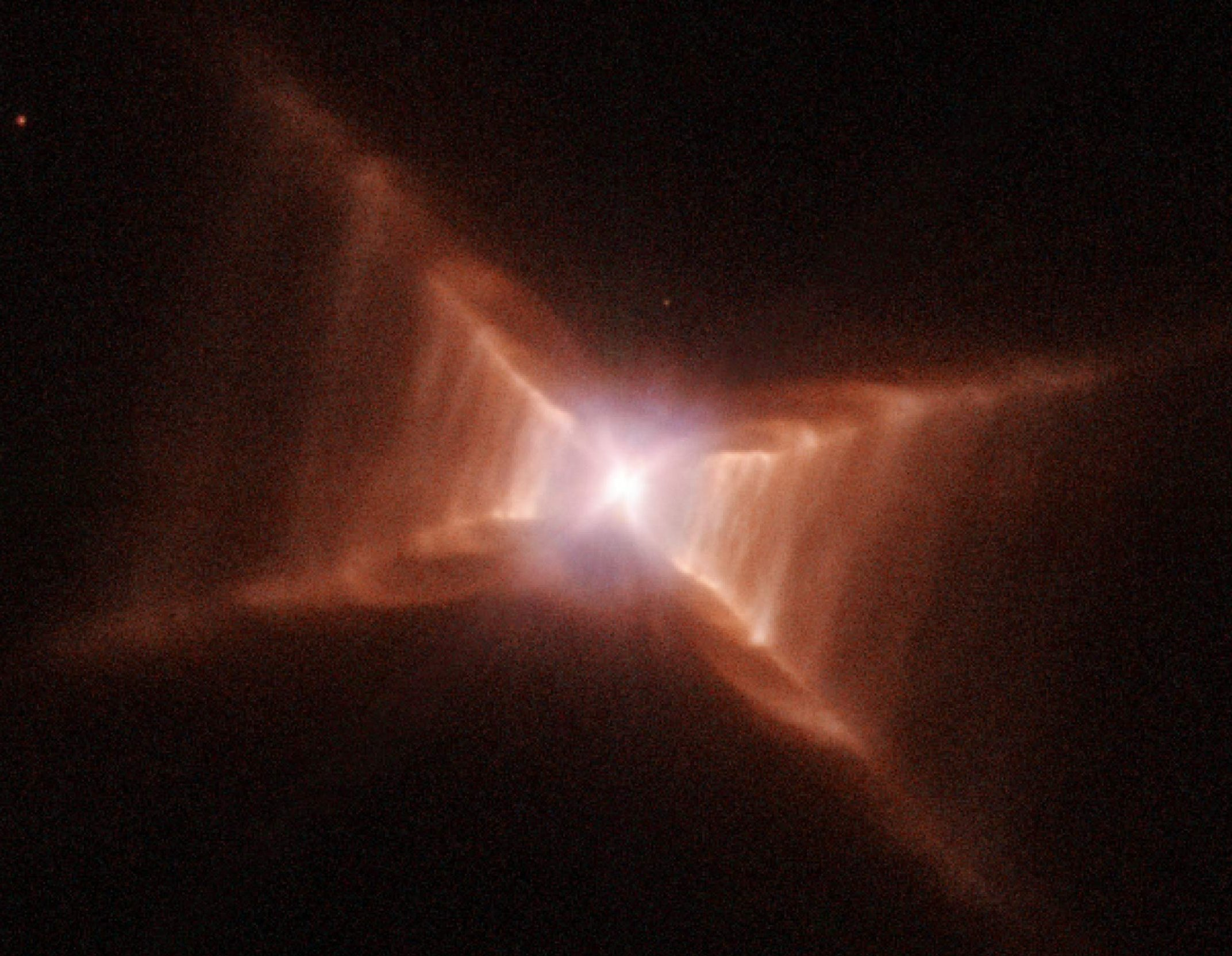
HD 44179, un exemple de protonébuleuse planétaire.

Pendant la phase qui s'ensuit, la température effective de l'étoile centrale continue à augmenter en raison de la perte de masse conséquente à la combustion de l'enveloppe d'hydrogène. Durant cette phase, l'étoile centrale est encore trop froide pour ioniser l'enveloppe circumstellaire, en lente expansion à la suite de l'éjection commencée lors de la phase AGB. Toutefois, l'étoile semble propulser à haute vitesse des vents stellaires qui modulent et secouent celle-ci. L'enveloppe produit ainsi un rapide vent moléculaire.
Des observations et des études d'imagerie à haute résolution réalisées entre 1998 et 2001 montrent que la phase évolutive rapide qu'est la protonébuleuse planétaire façonne la morphologie de la nébuleuse planétaire subséquente,,,,. À un certain moment, pendant ou peu après le détachement de l'enveloppe AGB, la forme de l'enveloppe passe d'une sphère relativement symétrique à une forme de symétrie axiale. Les morphologies qui en résultent peuvent être de type bipolaires, à jets noueux ou du genre « ondes de choc » d'objet Herbig-Haro. Ces formes apparaissent même chez de « jeunes » protonébuleuses planétaires.

### PNP à NP

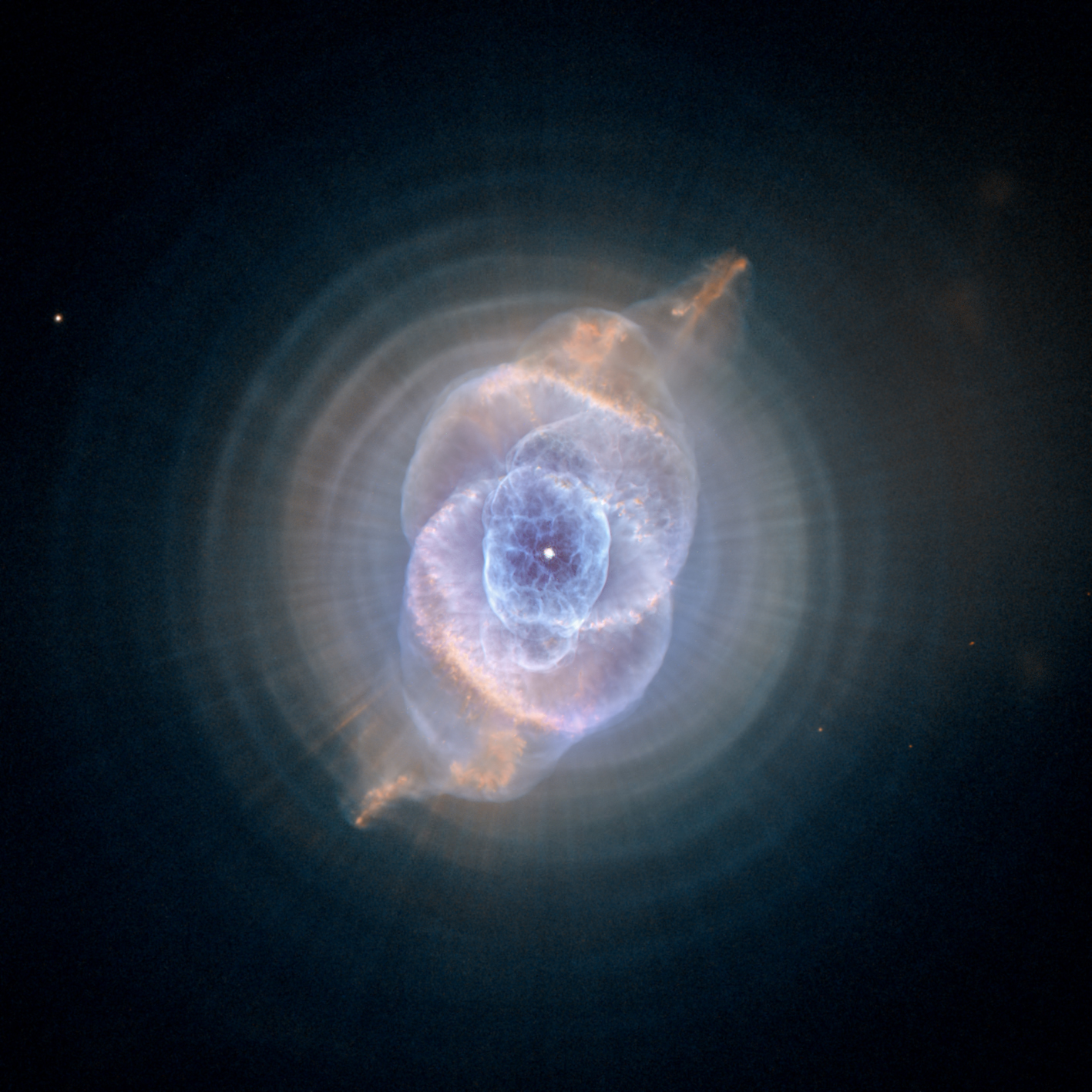
La Nébuleuse de l'Œil de Chat, un exemple de nébuleuse planétaire.

La phase de protonébuleuse planétaire se poursuit jusqu'à ce que l'étoile centrale atteigne environ 30 000 kelvins et qu'elle soit assez chaude pour ioniser la nébuleuse circumstellaire (les gaz éjectés). Alors, elle devient un type de nébuleuse par émission appelé nébuleuse planétaire.
Cette transition (de 300 K à 30 000 K) doit avoir lieu dans une période de temps plus courte que 10 000 ans, sinon la densité de l'enveloppe circumstellaire tombe en deçà du seuil de densité nécessaire à la formation d'une nébuleuse planétaire (100 particules par centimètre cube). Dans ce cas, on parle parfois de « nébuleuse planétaire paresseuse ».